# Babakancaringin
Babakancaringin is een bestuurslaag in het regentschap Cianjur van de provincie West-Java, Indonesië. Babakancaringin telt 7271 inwoners (volkstelling 2010).